# Gazeta Warszawska
Варшавская газета (Gazeta Warszawska) — первая газета в Варшаве, регулярно выходящая на протяжении длительного времени. Основанная в 1774 году она издавалась под разными названиями до 1935 года. Среди этих названий: Gazeta Wolna Warszawska (во время Варшавского восстания 1794 года) и Gazeta Poranna Warszawska (варшавская утренняя газета; после объединения с другой газетой Gazeta Poranna 2 Grosze в 1925 году.
Газета, основанная Стефаном Лускиной, находилась в его собственности до 1793 года. Стефан Лускина принадлежал к ордену иезуитов и после его роспуска, он лишился работы преподавателя в иезуитском образовательном учреждении и решил заняться публицистикой, выпуская газету. Первоначально публиковала только краткие заметки о внутрипольских событиях, позже − обширную зарубежную информацию. Поддерживала политику государств, участвовавших в разделах Польши (прежде всего Российской империи и Пруссии, где была разрешена деятельность иезуитов), выступала с резкой критикой философов Просвещения (в первую очередь Вольтера и Ж.Ж. Руссо), против масонства, обмирщения общественной жизни.
После смерти Лускины (1793) газета изменила название, издавалась нерегулярно. В период польского национального восстания − печатный орган восставших. С середины ноября 1794 газету издавал предприниматель А. Лешновский, восстановивший характер издания; тираж около 500 экземпляров. В 1816-19 публиковала театральные рецензии, авторы которых (под общим криптонимом «X») принадлежали к кружку министра внутренних дел Царства Польского Т. Мостковского: К. Козьмян, князь Чарторыйский, Костка Потоцкий и другие (Общество Иксов). В 1830 тираж 1200 экз.
С 1831 года о событиях в Польше разрешалось печатать только информацию, одобренную или рекомендованную российскими властями, о зарубежных новостях − перепечатки из определённых западноевропейских газет. С 1841 издатель − А. Лешновский-сын, увеличил число публикаций о театральной жизни, печатал повести Ю. Крашевского, Т.Т. Ежа и др. С 1844 под видом перепечаток из западноевропейской прессы впервые стали публиковаться оригинальные публицистические статьи. Их автор − литератор Юзеф Кениг, который впоследствии стал главным редактором газеты (1859—1889). В 1859 году газета развернула пропагандистскую кампанию против еврейской буржуазии Варшавы. Еврейская община подала в суд за клевету, но газета выиграла дело из-за того, что общественное мнение в городе было на стороне издателей. С 1889 газету редактировал С. Лешновский, с 1906 − М. Замойский, что привело к изменению политической ориентации газеты, ставшей печатным органом Национально-демократической партии (эндеции). К 1909 тираж вырос до 6 тыс. экз.; запрещена властями, объединилась с газетой «Газета Польска» (до 1907) под названием Glos Warszawski.
С 1910 выходила под прежним названием, редакторами были Роман Дмовский затем С. Козицкий, сотрудниками − лидеры Лиги народовой и эндеции Грабский, Потоцкий и др. Публиковала сообщения и комментарии о политических акциях эндеции, освещала политику Польского кола в Думе, печатала выступления депутатов Думы от эндеции, анализировала позиции российских политических партий по польскому вопросу, резко критиковала политику русификации. В 1915 с началом оккупации Варшавы германскими войсками закрыта, редакция эвакуировалась в Россию.
РВозобновилась в ноябре 1918 года в качестве печатного органа национал-демократов. Склоняясь всё более к крайне правой идеологии, она была официально запрещена Санацией в 1935 году, после чего она выпускалась до 1939 года под названием Warszawski Dziennik Narodowy.